# Takaaki Kajita
Takaaki Kajita (梶田 隆章, Kajita Takaaki), né le 9 mars 1959 à Higashimatsuyama, est un physicien japonais.
Spécialiste de la physique des particules, il obtient le prix Nobel de physique en 2015 pour ses travaux de recherche sur l'oscillation des neutrinos.

## Biographie

### Jeunesse
Takaaki Kajita est né en 1959 à Higashimatsuyama.

### Carrière universitaire
Takaaki Kajita a étudié à l'université de Saitama, dont il sort diplômé en 1981, et a obtenu son doctorat en 1986 à l'université de Tokyo. En 1988, il a commencé à travailler à l'Institute for Cosmic Radiation Research (ICRR) de l'université de Tokyo, où il a été assistant en 1992 puis professeur en 1999.
Il est devenu directeur du Center for Cosmic Neutrinos à l'Institut for Cosmic Ray Research en 1999. En 2015, il travaille au Kavli Institute for Physics and Mathematics of the Universe à Tokyo et est directeur de l'ICRR.

### Découvertes scientifiques
Takaaki Kajita est connu pour ses travaux sur les neutrinos réalisés à l'observatoire de neutrinos Kamiokande et son successeur Super-Kamiokande. En 1988, il a découvert avec l'équipe du Kamiokande un déficit de neutrinos muoniques parmi les neutrinos atmosphériques, qu'il a appelée « anomalie des neutrinos atmosphériques ».
Le 6 octobre 2015, il obtient le prix Nobel de physique avec Arthur B. McDonald pour sa découverte de l'oscillation des neutrinos.

## Récompenses
- Prix Asahi en 1988 en tant que membre de l'équipe du projet Kamiokande et en 1999 en tant que membre de l'équipe du projet Super Kamiokande (donc jamais en tant que récipiendaire individuel)
- Prix Bruno Rossi (1989)
- Prix Nishina (1999)
- Prix Panofsky (2002)
- Prix de l'Académie des sciences du Japon (2012)
- Julius Wess Award (2013)[3]
- Prix Nobel de physique (2015)[4]
- Personne de mérite culturel (2015)[5].

Il a obtenu plusieurs doctorats honoris causa :
- Université de Padoue ( Italie)
- Université de Dacca (Bangladesh)
- Université musulmane d'Aligarh ( Inde)[6]
- Université Amity de Noida (en) ( Inde)[7]